# Prix Lucien Febvre
Der Prix Lucien Lefebvre ist ein französischer Literaturpreis, der seit 2003 jährlich von der Association du Livre et des Auteurs Comtois (ALAC) verliehen wird. 
Diese Auszeichnung wurde nach dem Historiker Lucien Febvre (1878–1956) benannt und ist derzeit (2013) mit 3000 Euro dotiert. Dieser Preis gilt als einer der Nachfolgepreise des Prix Comtois du Livre, der ebenfalls durch die ALAC verliehen wurde.

## Preisträger
- 2003 – Jean-Marc Olivier (* 1961) für Une industrie à la campagne.
- 2004 – Vincent Petit (* 1971) für Le curé et l'ivrogne.
- 2005 – Laurence Buffet-Challé für Jean Challé (1882–1943).
- 2006 – Thierry Savatier für L'origine du monde.
- 2007 – François Marcot (* 1947) für Dictionnaire historique de la Résistance.
- 2008 – Yves Bouvier (* 1946) für Audincourt. Le sacre de la couleur.
- 2009 – Pascal Brunet (* 1973) für Des intendants du roi aux préfets de la république
- 2010 – Ann-Sophie Chambost (* 1971) für Proudhon, l'enfant terrible du socialisme
- 2011 – Thomas Bouchet (* 1967) für Noms d'oiseaux.
- 2012 – Francis Peroz (* 1959) für De Jaurès à Pétain.
- 2013 – Christiane Roussel (* 1948) für Besançon et ses demeures.
- 2014 – Nicolas Mariot (* 1970) für Tous unis dans la tranchée?
- 2015 – Marc Forestier (* 1955) für Construire avec les ressources naturelles du massif du Jura.
- 2016 – Odile Roynette (* 1966) für Un long tourment. Louis-Ferdinand Céline entre deux guerres.
- 2017 – Antoine de Baecque (* 1962) für Les godillots. Manifeste pour une histoire marchée.
- 2018 – Claude Ponsot (1927–2020) für Statuaire du XVe siècle en Franche-Comté.
- 2019 – Paul Dietschy (* 1964) für Le sport et la Grande Guerre.
- 2020 – Jean-Claude Barbeaux (* 1956) für Cheval comtois. Photographies de Jack Varlet.
- 2021 – Stéphane Hadjeras (* 1974) für Georges Carpentier. L’incroyable destin d’un boxeur devenu Star.
- 2022 – Marie-Bénédicte Vincent (* 1975) für Une nouvelle histoire de l’Allemagne. XIXe-XXIe siècle.